# West Coast Avengers
De West Coast Avengers zijn een fictief superheldenteam dat voorkomt in Amerikaanse strips van Marvel Comics. Het team maakte zijn debuut in The West Coast Avengers #1 (september 1984) en werd gecreëerd door Roger Stern en Bob Hall. Het was de eerste spin-off van de Avengers.

## Publicatiegeschiedenis
De West Coast Avengers debuteerden in een beperkte serie van vier nummers, gepubliceerd van september tot december 1984. Hierna volgde een gelijknamige reeks van 102 nummers die liep van oktober 1985 tot januari 1994. De serie werd op de cover van nummer 47 (augustus 1989) omgedoopt tot Avengers West Coast.
In 2018 werd een nieuwe versie van de West Coast Avengers geïntroduceerd als onderdeel van Marvel's 'Fresh Start'-initiatief. Dit team bestond uit Hawkeye, Kate Bishop, Gwenpool, America Chavez, Quentin Quire en Kate's vriendje Johnny Watts die de codenaam Fuse aanneemt. Deze serie is geannuleerd vanaf uitgave #10 cover gedateerd in juni 2019.

## Fictieve teambiografie
Het team wordt opgericht door de Avenger Hawkeye als reactie op een suggestie van mede-Avenger, de Vision, die destijds (als teamvoorzitter) de invloed van de Avengers wilde uitbreiden. Hawkeye rekruteert Mockingbird, Wonder Man, Tigra en Iron Man, waarbij de laatste in werkelijkheid Jim Rhodes is in plaats van Tony Stark, een feit dat aanvankelijk onbekend was bij het team. Samen verslaat het team een kleine crimineel genaamd de Blank en later de Avengers-vijand Graviton.
Het team zou later Hank Pym als wetenschappelijk adviseur en beheerder van de compound aanpakken en een reeks oude vijanden bevechten – waaronder de Grim Reaper, Ultron, Graviton, en Zodiac – en nieuwe tegenstanders zoals Master Pandemonium. Voormalig Fantastic Four-lid Thing en de heldin Firebird sloten zich kortstondig aan bij het team. Henry Pym, die door Firebird wordt gered van een zelfmoordpoging, en de avonturier Moon Knight sluiten zich formeel aan, terwijl Iron Man wordt weggestuurd vanwege zijn daden tijdens de Armor Wars. De verhaallijn "Lost in Space-Time" begon in nummer 17 (februari 1987) toen Dominus het team terug in de tijd stuurde. Het huwelijk van Hawkeye en Mockingbird komt in gevaar wanneer ze tijdens deze verhaallijn de held uit het Wilde Westen, de Phantom Rider, laat sterven door een val, omdat hij haar heeft bedrogen en verkracht.
Na een reis naar Hongarije om een rapport over Pyms tweede vrouw te onderzoeken, wordt het team bijgestaan door de Wasp, de Scarlet Witch en de Vision. Mockingbird, Tigra en Moon Knight verlaten samen het team als een nieuw kort bestaand team genaamd de Ex-WACOs vanwege de Avengers-regel om niet te doden met betrekking tot Mockingbird's ontmoeting met Phantom Rider. De Vision en de Scarlet Witch sluiten zich aan bij het team om het niet te weinig mankracht te geven. Voormalig Avenger-bondgenoot Mantis verschijnt kort. Agenten van verschillende overheden ontvoeren de Vision en ontmantelen hem, omdat hij terugkeert naar het team. De Avengers bemachtigen de onderdelen en Dr. Pym bouwt de Vision opnieuw op, maar dan met een krijtwitte huid. Wonder Man staat echter niet toe dat zijn hersenpatronen opnieuw worden gebruikt om een matrix voor de emoties van Vision te vormen. Volgens hem is bij het oorspronkelijke proces, dat zonder zijn toestemming werd uitgevoerd, "zijn ziel eruit gerukt". Hoewel Wonder Man zich schuldig voelt over zijn liefde voor Scarlet Witch, rechtvaardigt hij zijn daden door te beweren dat de Vision nooit iets anders was dan een kopie van hem. Een bewering die door een aantal andere Avengers, waaronder de Wasp, wordt geaccepteerd. Dit, samen met de schade aan de synthetische huid van de Vision toen hij werd ontmanteld, resulteert in de wederopstanding van de synthezoid als een kleurloze en emotieloze kunstmatige mens. De onstabiele U.S. Agent wordt door de Amerikaanse overheid aan het team toegewezen als waakhond om de activiteiten van het team te controleren.
Een groep vreemde supermensen besluit de Avengers te imiteren en de Great Lakes Avengers te worden, terwijl de originele Human Torch terugkeert van zijn eigen schijnbare ondergang. Dit werpt twijfels op over de identiteit van de Vision, waarvan eerder werd gedacht dat hij uit het lichaam van de Torch was geschapen. De Visioen en de kinderen van de Scarlet Witch, verwekt via de heksenkrachten van de Scarlet Witch blijken vervolgens fragmenten te zijn van de ziel van de demon Mephisto, die kort voor de geboorte van de tweeling door Franklin Richards in stukken was gebroken. De tweeling werd weer opgenomen in Mephisto, wat de Scarlet Witch tijdelijk krankzinnig maakte. Hoewel ze uiteindelijk herstelt, gaan de Scarlet Witch en de Vision uit elkaar en werken ze elk in een ander Avengers-team.
Iron Man komt weer terug en de mutant Quicksilver helpt het team wanneer Scarlet Witch zich aansluit bij hun vader Magneto, terwijl zijzelf een mentale inzinking heeft. Immortus wordt eindelijk geconfronteerd en blijkt de oorzaak te zijn van een groot deel van de tegenslagen van het team. Uiteindelijk wordt hij verslagen. Hank Pym, de Wasp en Quicksilver verlaten het team, terwijl Machine Man reservisten worden en Spider-Woman en de Living Lightning zich als voltijdleden aansluiten. Spider-Man speelt een gastrol in de nummers 84–86.
Het team vecht meerdere keren tegen Ultron en zijn nieuwe creatie Alkhema, en Hawkeye neemt zijn oude identiteit van Goliath aan tijdens de Avengers-crossover Operation: Galactic Storm, en verzoent zich met Mockingbird. Iron Man en Wonder Man verlaten het team en worden vervangen door War Machine (Jim Rhodes, een van de oprichters van West Coast Avengers) en Darkhawk, waarbij de laatste fungeert als reservist. Tijdens een gevecht met de demonen Mephisto en Satannish wordt Mockingbird gedood. Vanwege voortdurende onderlinge strijd en een algemeen gebrek aan organisatie, grijpt Captain America in en ontbindt het team. Verschillende leden van het West Coast-team, waaronder een teruggekeerde Iron Man, zijn niet blij met de beslissing en vertrekken om een ander team te vormen, genaamd Force Works. Dit team kent echter een aantal tegenslagen en valt al snel uit elkaar. De leden keren terug naar het hoofdteam van de Avengers.
Jaren later zou het West Coast Avengers-complex heropend worden als de nieuwe campus voor de Avengers Academy, na de vernietiging van het Infinite Avengers Mansion, zoals te zien is in de verhaallijn Fear Itself.
Tijdens de herlancering van Fresh Start besloten beide Hawkeyes – teamoprichter Clint Barton en zijn opvolger Kate Bishop – om de West Coast Avengers nieuw leven in te blazen na een aanval door landhaaien in Santa Monica. Uit de afgewezen kandidaten, zoals Bread-Boy (een man verkleed als brood met broodachtige slogans), Broken Watch (die beweert twee keer per dag gelijk te hebben), Dark Paladin (die te donker was), Dee-Va (die Clint probeerde te verleiden), Doctor Mole (een humanoïde mol die dacht dat hij auditie deed voor de televisieserie The Mole Men of Los Angeles ), Dutch Oven (die in een deken was gewikkeld), Scorp (een man in een schorpioenenpak), Silver Snowboarder (wiens krachten alleen in de sneeuw werken), Spider-King (een man bedekt met spinnen die beweert dat hij een mutant is), Surf Doctor (een dokter/surferpersonage) en Wolver-Mean (wiens steakmessen met elastiekjes aan zijn handen zijn vastgemaakt), rekruteerden Clint en Kate America Chavez en Kate's vriend Johnny "Fuse" Watts, die hielpen met de missie en uiteindelijk werden vergezeld door Gwenpool en Kid Omega. Gezien hun gebrek aan fondsen probeerde het nieuw gevormde team financiers te vinden door de hoofdrol te spelen in een realityshow waarin hun avonturen werden gevolgd.
De West Coast Avengers namen het later op tegen Madame Masque en haar West Coast-incarnatie van de Masters of Evil, die bestaat uit Eel, Graviton, Lady Bullseye, MODOK Superior, Satana en Kate's ouders Derek Bishop en Eleanor Bishop.

## Andere versies
In de Ultimate Marvel- realiteit werd een geheim team van Ultimates gevormd in de Ultimate Comics: Ultimates. De teamleden zijn onder andere Quake als leider, Wonder Man, the Vision, the Black Knight en Tigra. Het team kreeg de opdracht een gezochte terrorist te doden, totdat Wonder Man instabiel werd. Hierdoor werd de missie afgebroken en Nick Fury zette het team in een wachtstand totdat ze nodig waren. Fury en SHIELD wilden ze gebruiken tegen de schurkachtige Reed Richards en zijn Children of Tomorrow. Dankzij de burgeroorlog ontdekte gouverneur Ford van Californië de nieuw gedoopte West Coast Ultimates en zette hen op tegen de Ultimates.

## In andere media

### Video games
- De West Coast Avengers verschijnen in Hawkeye 's einde in Ultimate Marvel vs. Capcom 3, bestaande uit hemzelf, Mockingbird, War Machine, Tigra, Wonder Man en Moon Knight, evenals Capcom- personages Jin Saotome, June Lin Milliam, Rikuo, Leo en Rei.

### Albums
- Rapper Del the Funky Homosapien bracht een trilogie van mixtapes uit genaamd West Coast Avengers, hoewel de tracklists niets te maken hebben met de stripgroep.[bron?]